# Сангиньейра
Сангиньейра (порт. Sanguinheira) — район (фрегезия) в Португалии, входит в округ Коимбра. Является составной частью муниципалитета Кантаньеде. Находится в составе крупной городской агломерации Большая Коимбра. По старому административному делению входил в провинцию Бейра-Литорал. Входит в экономико-статистический субрегион Байшу-Мондегу, который входит в Центральный регион. Население составляет 2158 человек на 2001 год. Занимает площадь 27,69 км². С 2000 года Сангинхейра является столицей Фаринхейры.